# 幸福論 (曲)
「幸福論」（こうふくろん）は、日本のシンガーソングライター・椎名林檎による楽曲。1998年5月27日に東芝EMI（当時）より発売されたデビューシングルの表題曲として発表された。1999年10月27日には4枚目のシングル『本能』と同日に新曲が追加された12cmシングル盤として再発売された。

## 概要
椎名のデビューシングル表題曲。発売に関して、椎名本人は本楽曲ではなくカップリング曲として収録されている「すべりだい」をデビューシングルの表題曲として発表したかったが、スタッフ側に勝手に決められ、「幸福論」がデビューシングルとして発売されることになったと語っている。
表題曲「幸福論」は、椎名が福岡に住んでいたときに交際していた男性のことを綴った楽曲で、今後の交際について悩んでいた時の模様を歌詞に反映させたものであり、カップリング曲の「すべりだい」の続編に位置づけられる。しかし、そのさらに前の出来事を綴った「時が暴走する」は、当初発売された8cmシングル盤には収められなかった。椎名はそのことについて“リスナーに対して中途半端かな”と感じ、1999年10月27日に「時が暴走する」が収められた12cmシングル盤が再発売された。また、8cmシングル盤と再発売された12cmシングル盤ではアレンジや歌詞の表記が若干異なっているほか、楽曲の演奏時間も異なる。
また「幸福論」は1999年2月24日に発売された1作目のスタジオ・アルバム『無罪モラトリアム』に「幸福論（悦楽編）」としてアルバムバージョンが収録された。そのためシングルバージョンは長らくアルバムには収録されていなかったが、2019年11月13日発売の初の公認オールタイム・ベストアルバム『ニュートンの林檎 〜初めてのベスト盤〜』において、晴れて初収録となった。カップリング曲の「すべりだい」と「時が暴走する」は、2008年7月2日に発売されたデビュー10周年記念アルバム『私と放電』に収録されている。

## シングル収録曲
1. 幸福論
2025年には花王「メリット」のCMソングとして、子供によるカバーバージョンが使用されている[2][3]。
アルバムバージョンの「幸福論（悦楽編）」はサントリー「ザ・カクテルバー シェーカー篇」CMソングとして起用された。
2. すべりだい
3. 時が暴走する（12cmシングル盤のみ収録）
ライブで披露されたのは、ヴァイオリニストの斎藤ネコと共に出演した「RISING SUN ROCK FESTIVAL 1999 in EZO」のみである。

詳細
| #         | タイトル       | 作詞・作曲 | 編曲      | 時間 |
| --------- | -------------- | ---------- | --------- | ---- |
| 1.        | 「幸福論」     | 椎名林檎   | 亀田誠治  | 3:41 |
| 2.        | 「すべりだい」 | 椎名林檎   | 亀田誠治  | 3:59 |
| 合計時間: | 合計時間:      | 合計時間:  | 合計時間: | 7:40 |

| #         | タイトル         | 作詞・作曲 | 編曲              | 時間  |
| --------- | ---------------- | ---------- | ----------------- | ----- |
| 1.        | 「幸福論」       | 椎名林檎   | 亀田誠治          | 3:37  |
| 2.        | 「すべりだい」   | 椎名林檎   | 亀田誠治          | 4:01  |
| 3.        | 「時が暴走する」 | 椎名林檎   | 椎名林檎 亀田誠治 | 5:10  |
| 合計時間: | 合計時間:        | 合計時間:  | 合計時間:         | 12:48 |

## 参加ミュージシャン

### 幸福論
- 電気式ギター - 西川"チョーキン"進 殿下
- 寄所行きベース - 亀田"リチパン"誠治 師匠
- 律儀ドラム - 河村"カイヴン"母介 部長代理
- 機械シンセサイザー、録音や操作 - 北城"プロトウー"浩志 博士

### すべりだい
- 電気式、生ギター - 西川"チョーキン"進 殿下
- 高尚ベース - 渡辺"スウィン"等 先生
- 機械シンセサイザー、録音や操作 - 北城"プロトウー"浩志 博士

### 時が暴走する
- 個人的趣味スパイス - 中山"ハリケーン"信彦 副委員長
- ピアノ弾き語り - 椎名"ストア"林檎派
- ドラム俺の盛り - 村石"ケンソー"雅行 先輩
- 録音や操作 - 井上"コンプ"宇仁 天才

## カバー
| アーティスト | 収録作品           | 発売日        | 備考  |
| ------------ | ------------------ | ------------- | ----- |
| レキシ       | アダムとイヴの林檎 | 2018年5月23日 | [ 4 ] |